# Sorry, Sorry
Sorry, Sorry là album phòng thu thứ ba của nhóm nhạc nam Hàn Quốc Super Junior, được phát hành vào ngày 12 tháng 3 năm 2009 tại Hàn Quốc. Chỉ trong vòng 1 tuần, hơn 150,000 bản đã được đặt trước. Theo Hanteo Charts, hơn 29,000 bản đã được bán hết ngay trong ngày đầu tiên.

## Danh sách bài hát
| STT | Nhan đề                                                    | Phổ lời                 | Phổ nhạc                                                                         | Dịch                                         | Thời lượng |
| --- | ---------------------------------------------------------- | ----------------------- | -------------------------------------------------------------------------------- | -------------------------------------------- | ---------- |
| 1.  | "SORRY, SORRY"                                             | Yoo Young-jin           | Yoo Young-jin                                                                    |                                              | 3:52       |
| 2.  | "니가 좋은 이유 (Why I like you)"                          | SHIRO                   | Jimmy Burney, Steven Lee, Sean Alexander, Pascal "Claps"                         | The Reasons Why I Like You (Why I like you)  | 3:45       |
| 3.  | "마주치지 말자 (Let's not...)"                             | Fany Hwang, Junyoung Jo | Fany Hwang                                                                       | Let's Not Run Into Each Other (Let's not...) | 3:40       |
| 4.  | "앤젤라 (Angela)"                                          | Jungbae Kim             | Kenzie                                                                           |                                              | 3:21       |
| 5.  | "Reset"                                                    | Changhak Park           | Martin Collin Sutton, Shridhar Ashokkumar Solanki                                |                                              | 3:43       |
| 6.  | "Monster"                                                  | Kenzie                  | Mikkel Remee Sigvardt, Timothy Kellett, Robin Anthony Taylor-Firth, Peter Biker  |                                              | 3:48       |
| 7.  | "What if"                                                  | Yunjung Kwon            | Sean Syed Hosein, Dane Anthony Deviller, Jorgen Kjell Elofsson, Adrew G Goldmark |                                              | 3:26       |
| 8.  | "이별... 넌 쉽니 (Heartquake)" (feat. TVXQ U-Know & Micky) | Junyoung Jo, July       | Junyoung Jo                                                                      | You... Say Goodbye Easily (Heartquake)       | 4:07       |
| 9.  | "Club No.1" (featuring Yeonhee Lee)                        | Gapwon Choi             | Gabe Lopez, Angela Peel                                                          |                                              | 3:09       |
| 10. | "Happy Together"                                           | Jaemyung Lee            | Jaemyung Lee                                                                     |                                              | 3:34       |
| 11. | "죽어있는 것 (Dead at heart)"                              | Changhyun Park          | Changhyun Park                                                                   | Dead Thing (Dead at heart)                   | 4:09       |
| 12. | "Shining Star"                                             | Youngsuk Yoo            | Youngsuk Yoo                                                                     |                                              | 3:25       |
| 13. | "SORRY, SORRY (Japanese version)" (Japanese edition only)  |                         | Youngjin Yoo                                                                     |                                              | 3:25       |

### Version Cbonus tracks
| STT | Nhan đề                         | Phổ lời           | Phổ nhạc                                     | Translation                    | Thời lượng |
| --- | ------------------------------- | ----------------- | -------------------------------------------- | ------------------------------ | ---------- |
| 2.  | "그녀는 위험해 (She Wants It)"  | Younghu Kim       | Gabe Lopez, JV, Rebel, Sean Alexander        | She's Dangerous (She Wants It) | 3:55       |
| 3.  | "너라고 (It's You)"             | E-Tribe           | E-Tribe                                      | It's You (It's You)            | 3:51       |
| 4.  | "사랑이 죽는 병 (Love Disease)" | Wheesung          | Jimmy Burney, Sean Alexander, Pascal "Claps" | Dying Love (Love Disease)      | 3:30       |
| 5.  | "첫번째 이야기 (Love U More)"   | Ryeowook, Sungmin | Ryeowook                                     | The First Story (Love U More)  | 3:08       |

## Phát hành
| Bản | Nước       | Ngày                | Hãng đĩa         | Dạng đĩa |
| --- | ---------- | ------------------- | ---------------- | -------- |
| A   | Hàn Quốc   | 12 tháng 3 năm 2009 | SM Entertainment | CD       |
| A   | Thái Lan   | 9 tháng 4 năm 2009  | GMM Grammy       | CD       |
| A   | Đài Loan   | 17 tháng 4 năm 2009 | Avex Asia        | CD       |
| A   | Hồng Kông  | 23 tháng 4 năm 2009 | Avex Asia        | CD       |
| A   | Trung Quốc | 2009 tháng 5        | Sky Music        | CD       |
| B   | Hàn Quốc   | 12 tháng 3 năm 2009 | SM Entertainment | CD       |
| B   | Thái Lan   | 9 tháng 4 năm 2009  | GMM Grammy       | CD       |
| B   | Đài Loan   | 17 tháng 4 năm 2009 | Avex Asia        | CD       |
| B   | Hồng Kông  | 23 tháng 4 năm 2009 | Avex Asia        | CD       |
| B   | Trung Quốc | Tháng 5, 2009       | Sky Music        | CD       |
| C   | Hàn Quốc   | 14 tháng 5 năm 2009 | SM Entertainment | CD       |
| C   | Hông Kông  | 18 tháng 5 năm 2009 | Avex Asia        | CD       |
| C   | Đài Loan   | 19 tháng 6 năm 2009 | Avex Asia        | CD       |
| –   | Nhật Bản   | 15 tháng 7 năm 2009 | Rhythm Zone      | CD / DVD |